# Austrohancockia gutianshanensis
Austrohancockia gutianshanensis är en insektsart som beskrevs av Zheng, Z. 1995. Austrohancockia gutianshanensis ingår i släktet Austrohancockia och familjen torngräshoppor. Inga underarter finns listade i Catalogue of Life.